# Нефтегорск (Самарская область)
Нефтего́рск — город (с 1989) в России, административный центр Нефтегорского района Самарской области. Образует муниципальное образование городское поселение Нефтегорск как единственный населённый пункт в его составе.

## География
Город Нефтегорск Самарской области расположен в центре нефтяных месторождений на водоразделе рек Съезжее и Ветлянка на расстоянии 80 км к юго-востоку от Самары, в 39 км от железнодорожной станции Богатое, в 126 км от международного аэропорта Курумоч. В непосредственной близости (4 км) к городу проходит дорога федерального значения Самара — Оренбург.
Городское поселение Нефтегорск граничит с поселениями Семёновка, Зуевка, Кулешовка.
Месторасположение поселения в целом является выгодным, прежде всего в отношении транспортной доступности, что позволяет значительно расширить возможности ведения хозяйственной деятельности, налаживания экономических связей как внутри района, так и за его пределами.

### Земельные ресурсы

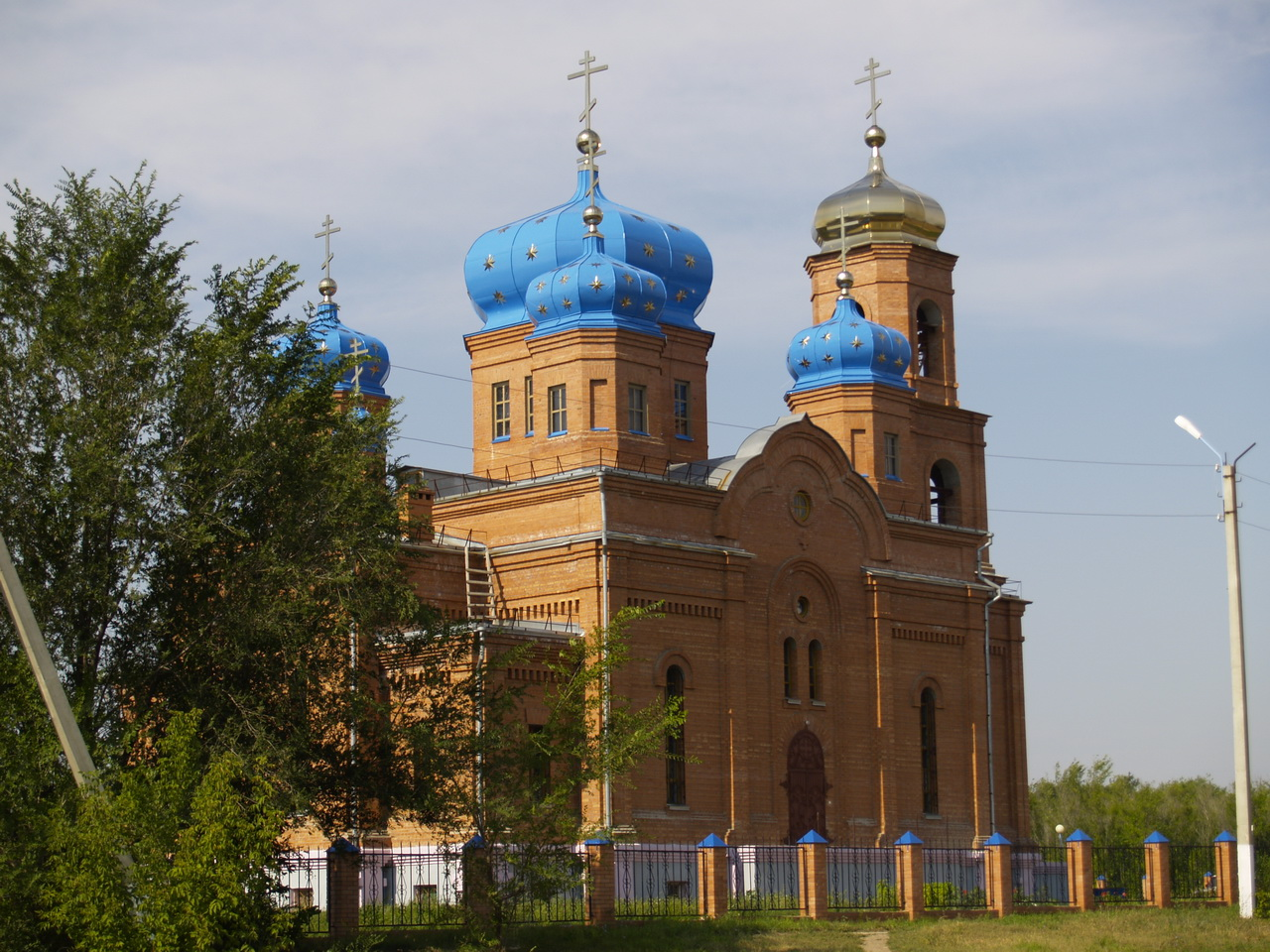
Храм в честь Великомученицы Варвары

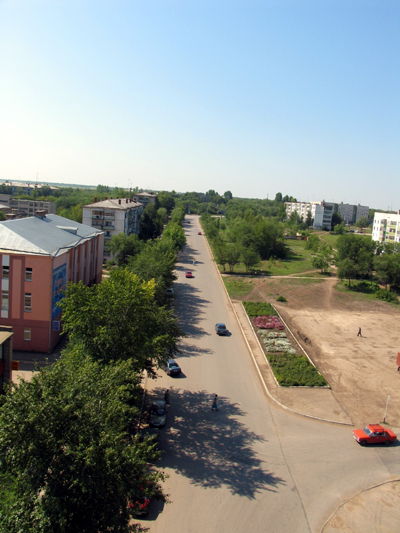
Лето в Нефтегорске

Общая площадь земель в границах городского поселения Нефтегорск составляет 484,6 га.
Основная доля территории находится под селитебными, территориями, сформированными из шести микрорайонов — А, Б, В, Г, Д, — с развитыми инженерной и транспортной системами, с объектами школьных, дошкольных, торговых учреждений и взаимосвязанных одним общим центром. В настоящее время осуществляется застройка нового микрорайона Е одно- и двухэтажными жилыми домами усадебного типа.

### Климат
| Показатель              | Янв.  | Фев.  | Март  | Апр.  | Май  | Июнь | Июль | Авг. | Сен. | Окт.  | Нояб. | Дек. | Год   |
| ----------------------- | ----- | ----- | ----- | ----- | ---- | ---- | ---- | ---- | ---- | ----- | ----- | ---- | ----- |
| Абсолютный максимум, °C | 6,9   | 7,0   | 19,6  | 33,4  | 36,9 | 39,6 | 41,7 | 42,0 | 36,3 | 25,3  | 13,7  | 8,0  | 42,0  |
| Средняя температура, °C | −10,3 | −9,9  | −2,5  | 8,3   | 16,2 | 20,4 | 22,5 | 20,8 | 15,0 | 7,2   | −0,2  | −7,9 | 6,6   |
| Абсолютный минимум, °C  | −42,8 | −40,2 | −29,4 | −15,8 | −6   | 2,3  | 2,8  | 0,5  | −5,6 | −13,1 | −26,5 | −40  | −42,8 |

## История
Биография Нефтегорска начинается в 1958 году, когда буровики разведочной конторы № 4 треста «Куйбышевнефтеразведка» заложили скважину № 50. Она и стала «прародительницей» нового посёлка в заволжской степи. 29 апреля 1959 года скважина с глубины 1817 м дала фонтанный проток нефти с суточным дебитом 100 тонн.
Разведчики глубинных недр с открытием Кулешовского месторождения положили начало Южно-Куйбышевскому нефтегазоносному району — одному из самых крупных в числе шести на территории Куйбышевского экономического района. Оно позволило называть Поволжье «Вторым Баку».
В 1959 году на новом месторождении был создан первый участок по добыче нефти, для чего организуется нефтепромысловое управление с местонахождением в посёлке Ветлянка бывшего Утёвского района (ныне РИТС-3 ОАО «Самаранефтегаз»). На освоение нефтяной целины были направлены нефтяники из других районов области — главным образом из нефтепромыслового управления «Чапаевскнефть».
Исследования одно за другим подтверждали хорошие перспективы Кулешовки. Первая продукция сдана государству из скважины № 57 в мае 1960 года.
Исследование глубинных недр продолжались. Началось бурение глубокой скважины на Кулешовском месторождении — 3400 м.
Она достигла девонских месторождений. Именно вскрытие карбона и девона позволила специалистам оценивать запасы кулешовской нефти. Появлялись скважины с суточным дебитом в 209 тонн, затем в 319 тонн.
Дороги ещё не были проложены. Выручала авиация. В иные дни на промысел прилетали 15—17 вертолётов. Семьи бурильщиков жили за 100 и более километров.
В мае 1960 года прибыла бригада строителей из города Отрадного. Строить новый посёлок приехала в основном молодёжь. Разместились на жительство по квартирам в селе Семёновка, позже был разбит палаточный городок, построены бараки. Люди работали по 2—3 смены, и этажи росли не по дням, а по часам.
Работать приходилось в тяжёлых условиях. В любую погоду строители шли пешком из села на строительную площадку. Первый десант, в буквальном смысле этого слова, высадили на месте нынешней Ветлянки. Из местных построек около дамбы находилось всего два щитовых домика, оставленных строителями Ветлянского водохранилища. Сразу своими силами стали собирать бревенчатые дома, бараки, котельную, склад. Но в основном жили в вагончиках, столовая находилась в брезентовой палатке. Первый продовольственный магазин и первая парикмахерская — тоже в вагончике. Баню организовали прямо при котельной. А в посёлок прибывали всё новые люди. Приезжали не только из Куйбышевской области, но и из Татарстана, Башкирии. В Ветлянке стояло более 100 вагончиков. Основным средством передвижения были трактора с тележками «Восток», предназначенные для транспортировки нефтяных вышек. Иной вид транспорта был просто невозможен, бывало, по пояс тонули в каком-нибудь «болоте». Весь строительный материал завозился из города Отрадного. Дорог не было, пыль стояла такая, что не видно было машин.
Сдача первого дома особенно запомнилась строителям. Вдалеке от Семёновки одиноко, как маяк, светился вечерними огнями первый дом нового города Нефтегорск.

## Население
| 1970    | 1979    | 1989    | 1998    | 2000    | 2001    | 2002    |
| ------- | ------- | ------- | ------- | ------- | ------- | ------- |
| 11 789  | ↗15 249 | ↗18 895 | ↗21 400 | →21 400 | →21 400 | ↘19 388 |
| 2006    | 2007    | 2008    | 2010    | 2012    | 2013    | 2014    |
| ↘19 100 | ↘18 900 | →18 900 | ↗19 254 | ↘18 899 | ↘18 639 | ↘18 488 |
| 2015    | 2016    | 2017    | 2018    | 2019    | 2020    | 2021    |
| ↘18 358 | ↘18 242 | ↘18 119 | ↘17 990 | ↘17 916 | ↗17 920 | ↗18 076 |
| 2025    |         |         |         |         |         |         |
| ↘17 717 |         |         |         |         |         |         |

На 1 января 2025 года по численности населения город находился на 707-м месте из 1124 городов Российской Федерации.

## СМИ
Телевидение
- Россия К — 7 ТВК, 100 ватт,
- Россия 1 / ГТРК Самара — 12 ТВК, 100 ватт,
- ТНТ / Голубой экран Нефтегорска — 24 твк, 100 ватт,
- Губерния — 46 ТВК, 100 ватт,
- Первый канал — 51 ТВК, 500 ватт.

Радиовещание
- 68,9 МГц — Радио России / ГТРК Самара (Молчит)
- 90,3 МГц — (ПЛАН) Радио Стрим FM
- 104,5 МГц — Радио Губерния
- 105,2 МГц — Радио России / ГТРК Самара
- 107,8 МГц — Радио Дача

## Экономика
- АО «Самаранефтегаз». ЦДНГ-5, ЦДНГ-8, ЦППН-5, РИТС-3 ЮГМ.
- НК РОСНЕФТЬ / АО «Самаранефтегаз».
- ЗАО «Нефтегорский газоперерабатывающий завод».
- АО «Росскат» Архивная копия от 14 января 2022 на Wayback Machine.
- ООО «Транспорт-Отрадный-2».

## Здравоохранение
Медицинскую помощь населению г. Нефтегорск оказывает Нефтегорская центральная районная больница Архивная копия от 7 ноября 2017 на Wayback Machine.

## Экология

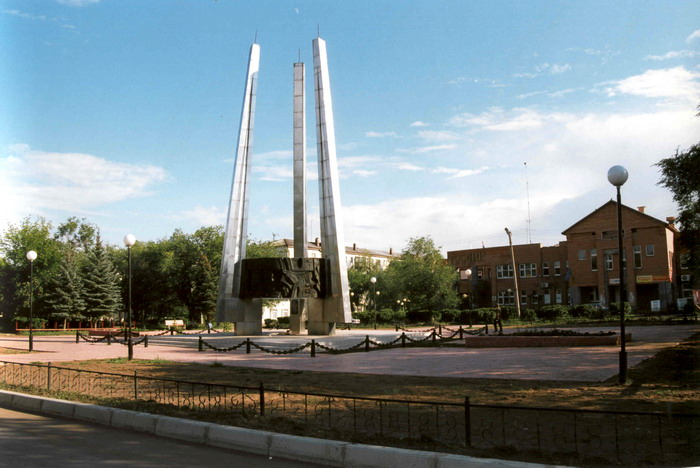
Обелиск Славы

В результате хозяйственной деятельности предприятий и организаций всех форм собственности и населения на территории поселения образуются 22700 м3 твёрдых бытовых отходов, промышленных отходов 1401 тонна. Основной вклад в загрязнение природной среды атмосферного воздуха, водных объектов, почвы вносят нефтегазодобывающие предприятия и предприятия металлургии «Росскат», объекты жилищно-коммунальной сферы.